# 巴伯顿玛空瓦山脉
巴伯顿玛空瓦山脉，又称巴伯顿绿石带、巴伯顿山区，是指占南非普馬蘭加省80%面积及邻国斯威士兰部分面积的山脉，面积达120 x 60公里。

## 地理
山脉位于巴伯顿地方性中心，海拔为600到1800米，由众多岩石山丘、湿润高草地及森林山谷组成。因此，当年年均降水量为600到1150毫米，夏季湿润，冬季干燥。

## 地质
山脉地处卡普瓦尔克雷顿，是目前已知的最古老的裸露岩石的发现地，岩石存在约32亿到36亿年，可追溯到古太古代。极端的年龄和出色的保护铸就了当地一些最古老、毫无争议的生命迹象，为了解生命在前寒武纪的敌对性质环境的起源提供了见解 。因此，当地也被称为“生命的起源”。
当地的金矿床和科马提岩也很著名。科马提岩是一种不常见的超基性火山岩，取名自流经当地的科马提河。
2014年4月，科学家表示在该地区附近发现最大的陆地流星撞击事件证据。据估计，此次撞击发生在大约32.6亿年前，撞击物的宽度大约为37至58千米。尚未找到此事件的火山口（如果仍然存在）。2019年5月，当地从33亿年前的火山岩中发现地外有机物。

## 历史
初期斯威士兰人与其他牧民在当地放牧，不过人数不多，直到欧洲殖民者于1860年代到当地设立居所。1875年，乔治·巴伯与表兄弗雷迪、哈利在希望角附近发现金矿，触发1884年淘金潮，致使巴伯顿城建立。1886年威特沃特斯兰德淘金热后，当地热闹不再。
从经济角度看，由于采矿活动减少，现在的当地的主要经济活动是伐木和放牧。
2009年，当地申请世界遗产，2018年成功入选。